# ترينكيو لايكيون (مدينة)
ترينكيو لايكيون (بالإسبانية: Trenque Lauquen)‏ هي منطقة سكنية تقع في الأرجنتين في ترانك لوكن ‏. يقدر عدد سكانها بـ 30,764 نسمة وترتفع عن سطح البحر 80 متر.

## المناخ
يظهر الجدول التالي التغييرات المناخية على مدار السنة لترينكيو لايكيون:
| البيانات المناخية لـترينكيو لايكيون                   | البيانات المناخية لـترينكيو لايكيون | البيانات المناخية لـترينكيو لايكيون | البيانات المناخية لـترينكيو لايكيون | البيانات المناخية لـترينكيو لايكيون | البيانات المناخية لـترينكيو لايكيون | البيانات المناخية لـترينكيو لايكيون | البيانات المناخية لـترينكيو لايكيون | البيانات المناخية لـترينكيو لايكيون | البيانات المناخية لـترينكيو لايكيون | البيانات المناخية لـترينكيو لايكيون | البيانات المناخية لـترينكيو لايكيون | البيانات المناخية لـترينكيو لايكيون | البيانات المناخية لـترينكيو لايكيون |
| الشهر                                                 | يناير                               | فبراير                              | مارس                                | أبريل                               | مايو                                | يونيو                               | يوليو                               | أغسطس                               | سبتمبر                              | أكتوبر                              | نوفمبر                              | ديسمبر                              | المعدل السنوي                       |
| ----------------------------------------------------- | ----------------------------------- | ----------------------------------- | ----------------------------------- | ----------------------------------- | ----------------------------------- | ----------------------------------- | ----------------------------------- | ----------------------------------- | ----------------------------------- | ----------------------------------- | ----------------------------------- | ----------------------------------- | ----------------------------------- |
| الدرجة القصوى °م (°ف)                                 | 42.0 (107.6)                        | 42.0 (107.6)                        | 36.0 (96.8)                         | 34.4 (93.9)                         | 28.0 (82.4)                         | 26.0 (78.8)                         | 27.7 (81.9)                         | 29.6 (85.3)                         | 36.7 (98.1)                         | 34.0 (93.2)                         | 38.7 (101.7)                        | 41.3 (106.3)                        | 42.0 (107.6)                        |
| متوسط درجة الحرارة الكبرى °م (°ف)                     | 32.4 (90.3)                         | 31.1 (88.0)                         | 26.1 (79.0)                         | 23.3 (73.9)                         | 19.8 (67.6)                         | 15.3 (59.5)                         | 14.7 (58.5)                         | 17.0 (62.6)                         | 20.0 (68.0)                         | 24.0 (75.2)                         | 28.0 (82.4)                         | 31.6 (88.9)                         | 23.6 (74.5)                         |
| المتوسط اليومي °م (°ف)                                | 24.0 (75.2)                         | 22.7 (72.9)                         | 18.8 (65.8)                         | 15.8 (60.4)                         | 11.9 (53.4)                         | 8.8 (47.8)                          | 8.2 (46.8)                          | 9.7 (49.5)                          | 12.8 (55.0)                         | 16.3 (61.3)                         | 20.1 (68.2)                         | 23.3 (73.9)                         | 16.0 (60.8)                         |
| متوسط درجة الحرارة الصغرى °م (°ف)                     | 16.2 (61.2)                         | 15.7 (60.3)                         | 13.0 (55.4)                         | 9.7 (49.5)                          | 6.8 (44.2)                          | 4.0 (39.2)                          | 3.0 (37.4)                          | 3.7 (38.7)                          | 6.3 (43.3)                          | 9.2 (48.6)                          | 12.2 (54.0)                         | 15.0 (59.0)                         | 9.6 (49.3)                          |
| أدنى درجة حرارة °م (°ف)                               | 7.0 (44.6)                          | 5.6 (42.1)                          | 3.4 (38.1)                          | 0.4 (32.7)                          | −4.0 (24.8)                         | −8.6 (16.5)                         | −9.4 (15.1)                         | −6.3 (20.7)                         | −4.2 (24.4)                         | −1.0 (30.2)                         | 2.0 (35.6)                          | 3.4 (38.1)                          | −9.4 (15.1)                         |
| الهطول مم (إنش)                                       | 60 (2.4)                            | 80 (3.1)                            | 130 (5.1)                           | 51 (2.0)                            | 45 (1.8)                            | 34 (1.3)                            | 30 (1.2)                            | 27 (1.1)                            | 44 (1.7)                            | 81 (3.2)                            | 80 (3.1)                            | 82 (3.2)                            | 744 (29.3)                          |
| المصدر: Sistema de Clasificación Bioclimática Mundial |                                     |                                     |                                     |                                     |                                     |                                     |                                     |                                     |                                     |                                     |                                     |                                     |                                     |

## أعلام
- مانويل فيريرا
- خيرمان لاورو
- إيرنيستو فارياس